# Planinarska piramida u Ivančićama
Planinarska piramida u Ivančićama, zgrada u mjestu Ivančići i gradu Jastrebarsko.

## Opis
Na najvišoj koti Ivančice sagrađen je vidikovac "Piramida", visoka 10 metara. Vidikovac je bez premca po vidiku zbog središnjeg položaja u Zagorju. Sagrađen je od željeza na betonskim temeljima. Na tom su mjestu planinari iz Ivanca još 1893. godine podigli drvenu piramidu, a pokraj nje uredili malo sklonište.
Okoliš planinarskih objekata je uređen, a postavljene su drvene klupe i stolovi za nekoliko stotina planinara i izletnika.

## Zaštita
Pod oznakom Z-2768 zaveden je kao nepokretno kulturno dobro – pojedinačno, pravna statusa zaštićena kulturnog dobra, klasificirano kao "sakralna graditeljska baština".